# فيبورغ (دنمارك)
فيبورغ هي مدينة تقع في وسط يوتلاند،الدنمارك وهي عاصمة إقليم ميديولند.